# Lutherkirche (Worms)

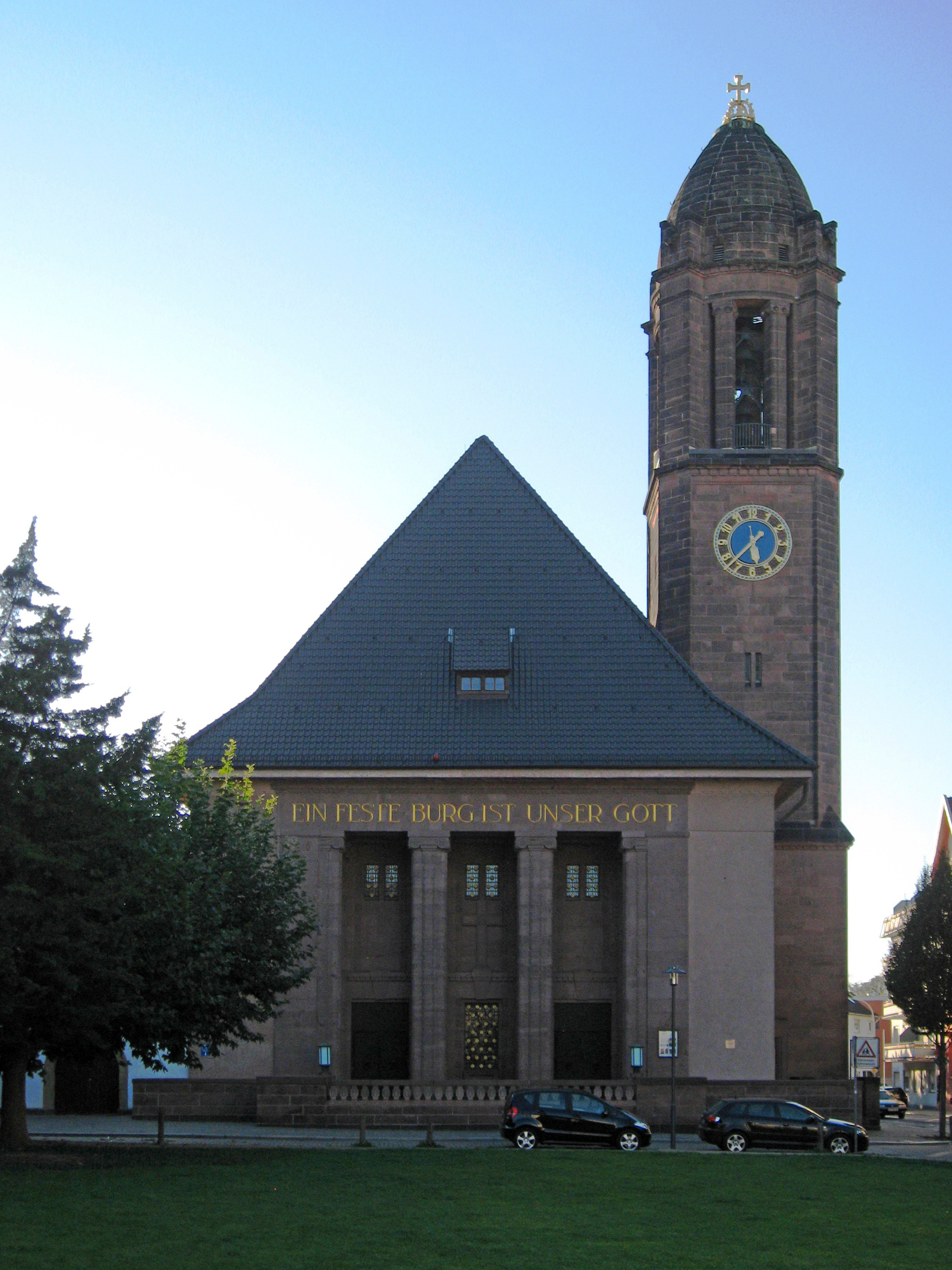
Lutherkirche in Worms

Die evangelische Lutherkirche in Worms wurde 1912 von dem Darmstädter Architekten Friedrich Pützer im Stil des Darmstädter Jugendstils erbaut, der sich verpflichtet sah, mit dem neuen Bau dem herausgehobenen Charakter der alten Reichsstadt stilistisch gerecht zu werden.

## Stadtgeschichte
Im Rahmen der Stadterweiterung Worms nach Westen – im Zusammenhang mit dem Aufschwung der Wormser Lederindustrie – entstand auch der Wunsch nach einer Kirche am Karlsplatz, die als drittes Gebäude mit dem Wasserturm und des Eleonoren-Gymnasiums eine markante Triade bilden sollte.

## Kirchenbau

### Äußere Gestalt
Die neue Kirche sollte „ein schlichtes, festes, ernstes Gepräge haben“ und den Bezug zu den alten Kirchen des Stadtkerns erkennen lassen: mit roten Sandsteinquadern zum Dom und einer aufgemauerten Turmkuppel zur Pauluskirche. Darüber hinaus thematisiert die Geschlossenheit des Baus Luthers Lied „Ein feste Burg ist unser Gott“, dem eine trotzige Säulenreihe vor dem Haupteingang in Verbindung mit dem wehrhaft wirkenden Turm deutlichen Ausdruck verleiht.
Die sparsame Ornamentik der Hülle entspricht dem Programm des Darmstädter Jugendstils. Mehrfach erscheint als durchgängiges Kennzeichen der Kirche die fünfblättrige Lutherrose.

### Innenraum
Das Innere ist nach den Forderungen des Wiesbadener Programms von 1891 als einheitlicher Predigtsaal gestaltet, was bedeutet, dass Altar, Kanzel und Orgel gleichwertig behandelt sind und idealerweise übereinander mittig im Kirchenraum angeordnet werden.
Auch in der Lutherkirche gibt es keine Trennung von Schiff und Chor. Im Blickpunkt liegt der Altar, der als Kanzelaltar beide Verkündigungsstätten im protestantischen Sinn einschließt. Pützer verband diesen Kanzelaltar mit der darüber liegenden Orgel und der Sängerbühne zu einer optischen und sinnstiftenden Einheit, die auch dem Zusammenspiel der gottesdienstlichen Akte entspricht. Die gestufte Empore an den Seiten und über dem Eingang rundet den Raum nach oben ab. Darüber wölbt sich in ein stuckverziertes Tonnengewölbe, das mit geometrischer und pflanzlicher Ornamentik in den Farben Ocker, Bronze und Blau ausgeführt ist. Der gesamte Bereich unter den umlaufenden Emporen, die Emporenbrüstungen und die Rückwände der Emporen sind in dunklem Holz vertäfelt.

### Taufraum
Dem Kirchenraum ist ein abgetrennter Teil vorgelagert, der als Taufkapelle gedacht war: die Taufe in liturgischer Symbolik als Eingangsstufe zur Aufnahme in die Christengemeinde. Der von einer Balustrade eingesäumte Freiraum vor den Portalsäulen sollte vor oder nach dem Gottesdienst den Besuchern zum Gedankenaustausch Gelegenheit geben.

### Pfarrhaus
Durch einen kleinen Zwischenhof ist das Kirchengebäude mit dem Pfarrhaus zu einem Ensemble verbunden. Diesen Gedanken einer komplexen Gestaltung verwirklichte Pützer auch an anderen Orten.

## Ausstattung
An der Einzelausstattung waren weitere Künstler beteiligt. Der Darmstädter Goldschmied Ernst Riegel – von 1913 bis 1933 Professor für Goldschmiedekunst an den Kölner Werkschulen – schuf das mit Amethysten besetzte Altarkreuz, das Altargitter, das Taufbecken mit Taube und Hängeleuchter und das Antependium mit der Lutherrose. Von Ludwig Habich stammt das Bronzerelief über der Tür zum Turm.

### Beleuchtung
Die Beleuchtung besteht aus Messing-Wandleuchten, die regelmäßig an den Emporenbrüstungen und an den Rückwänden der Emporen angeordnet sind und aus runden Deckenleuchten unter den Emporen. Das Tonnengewölbe wird mit neueren Deckenflutern beleuchtet.

### Veränderungen
Bei der Restaurierung in den Jahren 1962/63 wurden an der Westwand einige Veränderungen vorgenommen, die dem inzwischen veränderten religiösen Denken folgten und dabei das ursprüngliche Konzept Pützers beeinträchtigten.
Die vier Pfeiler hinter der Kanzel trugen ursprünglich Statuen der vier Evangelisten mit bewegter Gestik, die Augusto Varnesi eigens für die Lutherkirche geschaffen hatte. Diese Plastiken wurden 1962 durch Quader mit Reliefs der Evangelistensymbole ersetzt und magaziniert. Der Giebel an der Kanzelrückwand wurde abgebrochen und an seiner Stelle ein Kruzifix von Fritz Schwarzbeck errichtet.

### Restaurierungen
Ab 2001 wurden im Rahmen von Sanierungsmaßnahmen einige der Eingriffe in die Ausstattung und Bausubstanz zwischen 1912 und 1962 rückgängig gemacht oder abgemildert. So wurden 2001 das ursprüngliche Beleuchtungskonzept und die Standleuchter rechts und links der Kanzel wiederhergestellt. 2003 erhielte die vier Evangelistenstatuen einen neuen Platz auf der Empore über dem Eingang, gegenüber ihrem ursprünglichen Standort oberhalb von Altar und Kanzel.

## Orgel
Die erste Orgel der Kirche wurde erbaut von Gebr. Link (Giengen/Brenz). Das pneumatische Instrument verfügte über einen besonders kunstvollen Prospekt mit reicher Vergoldung. Die Orgel war eine Stiftung von Cornelius Wilhelm und Sophie von Heyl, wovon das heute noch im Turmraum der Kirche erhaltene Wappen Zeugnis ablegt. Beim Kirchenumbau Anfang der 1960er Jahre wurden tiefgreifende Veränderungen an der Westseite des Kircheninneren vorgenommen; hierbei erhielt die Kirche auch eine neue, ebenfalls von Gebr. Link gebaute Orgel, die – mit mechanischer Spieltraktur ausgestattet und mit 40 klingenden Stimmen etwa gleich groß wie ihre Vorgängerin – einer veränderten Klangästhetik Rechnung trug. 1997 wurde die Orgel technisch von Förster & Nicolaus (Lich/Oberhessen) instand gesetzt. 2007 erfolgte eine technisch-klangliche Erweiterung, ebenfalls ausgeführt von Förster &  Nicolaus. 2020/21 wurde das Instrument von Thomas Jann Orgelbau (Allkofen/Niederbayern) grundlegend saniert und überarbeitet. Die Link-Orgel der Lutherkirche ist die zweitgrößte Orgel (und die größte mit mechanischer Spieltraktur) der Stadt Worms.
| I Brustwerk C–g3 |               |        |
| 1.               | Rohrflöte     | 8′     |
| 2.               | Quintade      | 8′     |
| 3.               | Blockflöte    | 4′     |
| 4.               | Prinzipal     | 2′     |
| 5.               | Terz          | 1 3⁄5′ |
| 6.               | Gemsquinte    | 1 ⁄3′  |
| 7.               | Oktave        | 1′     |
| 8.               | Zimbel IV     |        |
| 9.               | Sordun        | 16′    |
| 10.              | Trichterregal | 8′     |
|                  | Tremulant     |        |

| II Hauptwerk C–g3 |                |       |
| 11.               | Gedacktpommer  | 16′   |
| 12.               | Prinzipal      | 8′    |
| 13.               | Gemshorn       | 8′    |
| 14.               | Oktave         | 4′    |
| 15.               | Nachthorn      | 4′    |
| 16.               | Superoktave    | 2′    |
| 17.               | Waldflöte      | 2′    |
| 18.               | Sesquialter II | 2 ⁄3′ |
| 19.               | Mixtur V-VIII  |       |
| 20.               | Trompete       | 8′    |
|                   | Tremulant      |       |

| III Schwellwerk C–g3 |             |        |
| 21.                  | Holzgedackt | 8′     |
| 22.                  | Gambe       | 8′     |
| 23.                  | Prinzipal   | 4′     |
| 24.                  | Spitzflöte  | 4′     |
| 25.                  | Nasard      | 2 ⁄3′  |
| 26.                  | Flöte       | 2′     |
| 27.                  | Terz        | 1 3⁄5′ |
| 28.                  | Scharf V    |        |
| 29.                  | Krummhorn   | 8′     |
|                      | Tremulant   |        |

| Pedal C–f1 |                   |         |
| 30.        | Ext. Prinzipalbaß | 32′     |
| 31.        | Prinzipal         | 16′     |
| 32.        | Untersatz         | 16′     |
| 33.        | Quintbaß          | 10 2⁄3′ |
| 34.        | Oktavbaß          | 8′      |
| 35.        | Pommer            | 8′      |
| 36.        | Choralbaß         | 4'+2'   |
| 37.        | Rohrpfeife        | 4′      |
| 38.        | Mixtur V          |         |
| 39.        | Posaune           | 16′     |
| 40.        | Trompete          | 8′      |
| 41.        | Clarine           | 4′      |
|            | Tremulant         |         |

- Koppeln: III/II, I/II, III/I, III 16′/II, III 4′/II, I 16′/II, I 4′/II, III 16′/I, III 4′/I, I/P, II/P, III/P, I 16'/P, I 4'/P, II 16'/P, III 16'/P, III 4'/P
- Spielhilfen: Elektronische Setzeranlage mit 21.000 Kombinationen
- Leicht ungleichstufig temperiert nach Grenacher

## Glocken
Das Geläut der Lutherkirche besteht seit 1987 wieder aus vier Glocken. Vom ursprünglichen Geläut in der Stimmung as, b, c, es mussten 1942 die drei tieferen Glocken abgegeben werden. Zwischen 1951 und 1987 wurde die verbliebene Glocke durch eine 1609 gegossene schlesische Glocke und zwei Neugüsse zu einem neuen vierstimmigen Geläut ergänzt.
| Inschrift | Gussjahr | Gießer                                                  | Gewicht (kg) | Nominal (16tel) |
| Land, Land, Land, höre des Herrn Wort.                                                                           | 1953     | Rincker, Sinn                                           | 2000         | c1              |
| Ich + bin + ein + Ruferin + zu + der + Predigt + und + vor + Manne (vermahne) + Euch + zum + Gebet + Anno + 1609 | 1609     | Leihglocke aus Krzeczyn Wielki (Groß-Krichen) bei Lubin | 994          | d1              |
| Das Reich muss uns doch bleiben.                                                                                 | 1912     | J. Georg Pfeiffer, Kaiserslautern                       | 1179         | f1              |
| Baptizatus sum. (Ich bin getauft.)                                                                               | 1987     | Rincker, Sinn                                           | 734          | g1              |

## Lichtbrücke
Zum Reformationsjubiläum 2017 wurde eine Lichtbrücke installiert, die im Zeitraum vom 27. Oktober bis 1. November 2017 den Wormser Dom mit der Lutherkirche „verband“.